# کریگ مازن
کریگ مازن (انگلیسی: Craig Mazin؛ زادهٔ ۸ آوریل ۱۹۷۱) فیلمنامه‌نویس، تهیه‌کننده و کارگردان آمریکایی است. او بیشتر به خاطر خلق، نویسندگی و تولید مینی سریال چرنوبیل و همکاری در ساخت، نویسندگی و تهیه کننده اجرایی سریال آخرین بازمانده از ما در کنار نیل دراکمن شهرت دارد. قبل از اینکه کارش بر روی نمایش‌های درام مورد توجه گسترده قرار گیرد، او عمدتاً به خاطر کارهای نویسندگی‌اش در فیلم‌های کمدی مانند فیلم ترسناک ۳ (۲۰۰۳)، فیلم ترسناک ۴ (۲۰۰۶)، خماری قسمت دوم (۲۰۱۱)، خماری قسمت سوم (۲۰۱۱) شناخته می‌شد.

## بخشی از فیلم‌شناسی
- آخرین بازمانده از ما (مجموعه تلویزیونی) (نویسنده و خالق مجموعه)
- دزدان دریایی کارائیب (نویسنده)
- فرشتگان چارلی (فیلم ۲۰۱۹) (نویسنده)
- خماری: قسمت دوم (نویسنده)
- خماری: قسمت سوم (نویسنده)
- دزد هویت (نویسنده)
- شکارچی: جنگ زمستان (نویسنده)
- چرنوبیل (نویسنده و خالق مجموعه)